# De Winkel
De Winkel is een Nederlandse dramaserie die in 1996 werd uitgezonden door televisiezender RTL 4. De scripts werden, net als bij de serie Vrouwenvleugel, geschreven door Marjan Berk.

## Rolverdeling
- Gees Linnebank - Hein de Vries
- Marijke Veugelers - Lientje de Vries-Anders
- Marina Duvekot - Echica de Vries
- Raoul Boer - Broes de Vries
- Anneke Beukman - Tamara de Vries
- Tine Joustra - Joke Anders
- Joost Boer - Jerry Borger
- Ella Snoep - Pietje Anders
- Kiki Classen - Mitzy Boelen
- Alexander van Bergen - Pierre Reehorst
- Ramon Ramnath - Torrie Sahinoer
- Maureen du Toit (als Maureen Eerdmans) - ?
- Filip Bolluyt - Henri Timmer
- Adriënne Kleiweg - Els Timmer
- Miron Bilski - Sergej
- Benjamin Vos - Muppie
- Benjamin van Gelder - Taco
- Joe Montana - Teun Bik
- Mark Ram - Jopie
- Jules Croiset - Tobias Hartsuiker
- Hugo Haenen - Jasper Brons
- Han Römer - Leo de Wever

## Trivia
- In De Winkel vond het eerste fictieve homo-huwelijk op televisie plaats. De personages Pierre en Torrie trouwen met elkaar in een van de afleveringen.